# Suwatara
Suwatara fou una ciutat hitita situada a l'est o sud-est de Kanish. Fou la terra més al sud a la qual van arribar els kashka en la seva expedició vers l'any 1300 aC. L'hititòleg Massimo Forlanini l'ha identificat amb el posterior assentament grec de Sàvatra, prop de l'actual ciutat turca de Konya. Tanmateix, aquesta teoria ha estat rebuda amb certa precaució. S'ha suggerit que el topònim Suwatara podria significar 'sense aigua'.